# Hockey under sommer-OL 2024
I hockey ved sommer-OL 2024 konkurreres der for både herrer og damer og turneringen vil blive afviklet i perioden 27. juli – 9. august i Stade Yves-du-Manoir, der er et stadion tilbage fra OL i Paris i 1924.

## Turneringsformat
Turneringen bestod af 12 hold for henholdsvis damer og herrer, 24 hold i alt. Turnering bestod af to dele, hvor der startes med gruppespil efterfulgt af en knock-out runde. Indledningsvis er holdene delt op i to grupper med 6 nationer i hver, hvor de skal spille mod hver nation én gang (alle mod alle). De 4 øverst placerede hold går videre til kvartfinalerne. Herefter er det almindelig cup-system indtil semifinalerne, hvorefter taberne mødes i en bronzekamp.

## Kampoversigt
| G | Gruppekampe | ¼ | Kvartfinaler | ½ | Semifinaler | B | Bronzemedaljekamp | F | Finale |

| Dato   | Tor 25 | Fre 26 | Lør 27 | Søn 28 | Man 29 | Tir 30 | Ons 31 | Tor 1 | Fre 2 | Lør 3 | Søn 4 | Man 5 | Tir 6 | Ons 7 | Tor 8 | Tor 8 | Fre 9 | Fre 9 | Lør 10 | Søn 11 |
| ------ | ------ | ------ | ------ | ------ | ------ | ------ | ------ | ----- | ----- | ----- | ----- | ----- | ----- | ----- | ----- | ----- | ----- | ----- | ------ | ------ |
| Herrer |        |        | G      | G      | G      | G      | G      | G     | G     |       | ¼     |       | ½     |       | B     | F     |       |       |        |        |
| Damer  |        |        | G      | G      | G      |        | G      | G     | G     | G     |       | ¼     |       | ½     |       |       | B     | F     |        |        |

## Den olympiske turnering

### Medaljevindere
| Event  | Guld | Sølv | Bronze |
| ------ | --- | --- | --- |
| Herrer | Holland · Thierry Brinkman · Jip Janssen · Lars Balk · Jonas de Geus · Thijs van Dam · Seve van Ass · Jorrit Croon · Justen Blok · Derck de Vilder · Floris Wortelboer · Tjep Hoedemakers · Koen Bijen · Joep de Mol · Pirmin Blaak · Tijmen Reyenga · Duco Telgenkamp · Floris Middendorp | Tyskland · Mats Grambusch · Mathias Müller · Lukas Windfeder · Niklas Wellen · Johannes Große · Thies Prinz · Paul-Philipp Kaufmann · Teo Hinrichs · Tom Grambusch · Gonzalo Peillat · Christopher Rühr · Justus Weigand · Marco Miltkau · Martin Zwicker · Hannes Müller · Malte Hellwig · Moritz Ludwig · Jean Danneberg | Indien · Harmanpreet Singh · Jarmanpreet Singh · Abhishek Nain · Manpreet Singh · Hardik Singh · Gurjant Singh · Sanjay · Mandeep Singh · Lalit Upadhyay · P. R. Sreejesh · Sumit Walmiki · Shamsher Singh · Raj Kumar Pal · Amit Rohidas · Vivek Prasad · Sukhjeet Singh                                        |
| Damer  | Holland · Xan de Waard · Anne Veenendaal · Luna Fokke · Freeke Moes · Lisa Post · Yibbi Jansen · Renée van Laarhoven · Felice Albers · Maria Verschoor · Sanne Koolen · Frédérique Matla · Joosje Burg · Marleen Jochems · Pien Sanders · Marijn Veen · Laura Nunnink · Pien Dicke         | Kina · Ou Zixia · Ye Jiao · Gu Bingfeng · Yang Liu · Zhang Ying · Chen Yi · Ma Ning · Li Hong · Dan Wen · Zou Meirong · He Jiangxin · Fan Yunxia · Chen Yang · Xu Wenyu · Zhong Jiaqi · Tan Jinzhuang · Yu Anhui | Argentina · Rocío Sánchez Moccia · Sofía Toccalino · Agustina Gorzelany · Valentina Raposo · Agostina Alonso · Agustina Albertario · María José Granatto · Cristina Cosentino · Victoria Sauze · Sofía Cairó · Eugenia Trinchinetti · Lara Casas · Juana Castellaro · Pilar Campoy · Julieta Jankunas · Zoe Díaz |